# Zapasy na Miniigrzyskach Pacyfiku 2025
Turniej zapasów na miniigrzyskach Południowego Pacyfiku w 2025 rozegrano w dniach 30 czerwca - 2 lipca na Koror w Palau, na terenie Ngarachamayong Cultural Center. W tabeli medalowej tryumfowali zapaśnicy Polinezji Francuskiej.

## Tabela medalowa
Gospodarz mistrzostw został zaznaczony kolorem.
| Poz. | Państwo             |        |        |        | Łącznie |
| ---- | ------------------- | ------ | ------ | ------ | ------- |
| 1    | Polinezja Francuska | 6 (1)  | 4 (1)  | 1      | 11 (13) |
| 2    | Palau               | 4 (5)  | 6 (1)  | 3 (1)  | 13 (20) |
| 3    | Samoa Amerykańskie  | 4      | 5 (1)  | 4 (2)  | 13 (16) |
| 4    | Wyspy Marshalla     | 4 (1)  | 1      | 1 (2)  | 6 (3)   |
| 5    | Samoa               | 4      | 1      | 0      | 5       |
| 6    | Mikronezja          | 3      | 2      | 3      | 8       |
| 7    | Mariany Północne    | 1      | 2      | 2      | 5       |
| 8    | Nauru               | 0      | 1      | 3 (1)  | 4 (5)   |
| 9    | Kiribati            | 0      | 1      | 2      | 3       |
|      | Łącznie             | 26 (7) | 23 (3) | 19 (6) | 68 (16) |

- W nawiasie miejsca medalowe, nie wliczone do oficjalnej klasyfikacji igrzysk, ale uznawane przez Światową Federację Zapaśniczą. W tabeli wyników zawodnicy zostali wpisani kursywą.

## Wyniki

### Styl klasyczny
| Konkurencja                | Złoto              | Srebro              | Brąz                     |
| Kategoria do 55 kg (U-17)  | Devin Celestine    | Tyson Hedmon        | ---                      |
| Kategoria do 60 kg (U-20)  | Yestin Narruhn     | Shawn-Lee Tokaski   | Vincent Palacios         |
| Kategoria do 65 kg (U-17)  | Seth Sablan        | Kane Tarkong        | Aruahi Moulon            |
| Kategoria do 67 kg (U-20)  | Tamaterai Herve    | Iberson Barnabas    | Motee Maiaki             |
| Kategoria do 77 kg (U-20)  | Vaitehau Otcenasek | McCarvy Ioanis      | J-Boy Masters            |
| Kategoria do 80 kg (U-17)  | Triven Ioanis      | Ateanui Mati        | Victor Stanley           |
| Kategoria do 87 kg (U-20)  | Shane Palemia      | Miles Borja         | Isaiah Agege John Ioanis |
| Kategoria do 97 kg (U-20)  | Ekitoa Tamati      | Aperaamo Loe        | Filimoto Carter          |
| Kategoria do 110 kg (U-17) | Antonio Miller     | Vaughn Mobel        | Tautuasamoa Toalepa      |
| Kategoria do 130 kg (U-20) | Zelan Falealii     | Tautuasamoa Toalepa | ----                     |

### Styl wolny
| Konkurencja                | Złoto            | Srebro             | Brąz                  |
| Kategoria do 51 kg (U-17)  | Parker Burns     | ----               | ---                   |
| Kategoria do 60 kg (U-17)  | Raiden Decherong | Vincernt Palacios  | Tyson Hedmon          |
| Kategoria do 65 kg (U-20)  | Kiabin Kennedy   | Tahaki Ariitai     | Incensio Elias        |
| Kategoria do 71 kg (U-17)  | Aruahi Moulon    | Jordan Lomae       | Seth Sablan           |
| Kategoria do 74 kg (U-20)  | Tamaterai Herve  | Vaitehau Otcenasek | Motee Maiaki          |
| Kategoria do 86 kg (U-20)  | Shane Palemia    | Latana Sopa        | Maea Loe Isaiah Agege |
| Kategoria do 92 kg (U-17)  | Idor Harris, Jr. | Filimoto Carter    | McGonnaphey Ioanis    |
| Kategoria do 97 kg (U-20)  | Ekitoa Tamati    | Aperaamo Loe       | Cameron Sopa          |
| Kategoria do 125 kg (U-20) | Neal Hicking     | Zelan Falealii     | Tautuasamoa Toalepai  |

### Styl wolny - Kobiety
| Konkurencja               | Złoto               | Srebro          | Brąz               |
| Kategoria do 50 kg (U-20) | Serina Nunes        | ----            | ----               |
| Kategoria do 53 kg (U-17) | Rihanna Orrukenm    | ----            | ----               |
| Kategoria do 61 kg (U-17) | Hina Brel           | Haulanie Neagle | Sydel Ma'alei Ajen |
| Kategoria do 62 kg (U-20) | Hina Brel           | Rihanna Orrukem | Serina Nunes       |
| Kategoria do 69 kg (U-17) | Zyra Neimana Harris | Romina Temengil | ----               |
| Kategoria do 68 kg (U-20) | Keona Duvall        | ----            | ----               |
| Kategoria do 53 kg (U-20) | Carisma Augon       | ----            | ----               |

### Zapasy plażowe (U-20)
| Konkurencja                     | Złoto              | Srebro           | Brąz              |
| Kategoria do 70 kg              | Tamaterai Herve    | Motee Maiaki     | Shawn-Lee Tokaski |
| Kategoria do 80 kg              | Vaitehau Otcenasek | Manifanur Marino | J-Boy Masters     |
| Kategoria do 90 kg              | Latana Sopa        | Maea Loe         | Isaiah Agege      |
| Kategoria ponad 90 kg           | Aperaamo Loe       | Ekitoa Tamati    | Zelan Falealii    |
| Kategoria do 60 kg - kobiety    | Rihanna Orrukenm   | ----             | ----              |
| Kategoria do 70 kg - kobiety    | Uilau Tarkong      | Keona Duval      | ----              |
| Kategoria ponad 70 kg - kobiety | Carisma Aguon      | ----             | ----              |